# Оук-Спрінгс (Аризона)
Оук-Спрінгс (англ. Oak Springs) — переписна місцевість (CDP) в США, в окрузі Апачі штату Аризона. Населення — 54 особи (2020).

## Географія
Оук-Спрінгс розташований за координатами 35°28′34″ пн. ш. 109°7′54″ зх. д. / 35.47611° пн. ш. 109.13167° зх. д. (35.476055, -109.131765).  За даними Бюро перепису населення США в 2010 році переписна місцевість мала площу 0,48 км², уся площа — суходіл.

## Демографія
Згідно з переписом 2010 року, у переписній місцевості мешкали 63 особи в 14 домогосподарствах у складі 13 родин. Густота населення становила 131 особа/км².  Було 21 помешкання (44/км²).
Расовий склад населення:
| - 100,0 % — корінних американців |

До двох чи більше рас належало 0,0 %. Частка іспаномовних становила 3,2 % від усіх жителів.
За віковим діапазоном населення розподілялося таким чином: 38,1 % — особи молодші 18 років, 49,2 % — особи у віці 18—64 років, 12,7 % — особи у віці 65 років та старші. Медіана віку мешканця становила 22,3 року. На 100 осіб жіночої статі у переписній місцевості припадало 75,0 чоловіків;  на 100 жінок у віці від 18 років та старших — 69,6 чоловіків також старших 18 років.
Середній дохід на одне домашнє господарство  становив 46 693 долари США (медіана — 39 583), а середній дохід на одну сім'ю — 52 015 доларів (медіана — 40 625). За межею бідності перебувало 38,6 % осіб, у тому числі 50,0 % дітей у віці до 18 років та 0,0 % осіб у віці 65 років та старших.
Цивільне працевлаштоване населення становило 18 осіб. Основні галузі зайнятості: публічна адміністрація — 44,4 %, освіта, охорона здоров'я та соціальна допомога — 22,2 %, фінанси, страхування та нерухомість — 16,7 %.